# Roadracing-VM 1958
| Klass   | Mästare individuellt          | Mästare konstruktörer |
| ------- | ----------------------------- | --------------------- |
| 500GP   | John Surtees                  | MV Agusta             |
| 350GP   | John Surtees                  | MV Agusta             |
| 250GP   | Tarquinio Provini             | MV Agusta             |
| 125GP   | Carlo Ubbiali                 | MV Agusta             |
| Sidvagn | Walter Schneider/Hans Strauss | BMW                   |

Världsmästerskapen i Roadracing 1958 arrangerades  av F.I.M. Säsongen bestod av sju Grand Prix i fem klasser: 500cc, 350cc, 250cc, 125cc och Sidvagnar 500cc. Den inleddes 7 juni med Tourist Trophyn på Isle of Man och avslutades med Nationernas Grand Prix i Italien den 14 september.

## Säsongen i sammanfattning
Britten John Surtees på MV Agusta dominerade 500cc- och 350cc-klaserna. Förare på MV Augusta vann även de andra tvåhjulsklasserna. Italienaren Tarquinio Provini vann 250-klassen och hans landsman Carlo Ubbiali vann 125-klassen.

## 1958 års Grand Prix-kalender
Tävlingen utökades med ett nytt Grand Prix, Sveriges Grand prix, som kördes i Hedemora.
| Omgång | Datum | Grand Prix               | Bana                     | Segrare 125cc    | Segrare 250cc     | Segrare 350cc | Segrare 500cc | Segrare Sidvagn    |
| ------ | ----- | ------------------------ | ------------------------ | ---------------- | ----------------- | ------------- | ------------- | ------------------ |
| 1      | 6/6   | Isle of Man TT           | Snaefell mountain course | Carlo Ubbiali    | Tarquinio Provini | John Surtees  | John Surtees  | Schneider / Strauß |
| 2      | 28/6  | TT Assen                 | TT Circuit Assen         | Carlo Ubbiali    | Tarquinio Provini | John Surtees  | John Surtees  | Camathias / Cecco  |
| 3      | 6/7   | Belgien                  | Spa-Francorchamps        | Alberto Gandossi |                   | John Surtees  | John Surtees  | Schneider / Strauß |
| 4      | 20/7  | Västtyskland             | Nürburgring              | Carlo Ubbiali    | Tarquinio Provini | John Surtees  | John Surtees  | Schneider / Strauß |
| 5      | 27/7  | Sverige                  | Hedemora                 | Alberto Gandossi | Horst Fügner      | Geoff Duke    | Geoff Duke    |                    |
| 6      | 9/8   | Ulster                   | Dundrod Circuit          | Carlo Ubbiali    | Tarquinio Provini | John Surtees  | John Surtees  |                    |
| 7      | 14/9  | Italien - Nationernas GP | Monza                    | Bruno Spaggiari  | Emilio Mendogni   | John Surtees  | John Surtees  |                    |

### Poängräkning
De sex främsta i varje race fick poäng enligt tabellen nedan. De fyra bästa resultaten räknades i mästerskapen för tvåhjulsklasserna och de tre bästa resultaten för sidvagnsklassen.
| Plats | 1 | 2 | 3 | 4 | 5 | 6 |
| ----- | - | - | - | - | - | - |
| Poäng | 8 | 6 | 4 | 3 | 2 | 1 |